# Ferrocarrils de la Generalitat de Catalunya

Ferrocarrils de la Generalitat de Catalunya (Căile Ferate ale Guvern Catalan), sau FGC, este o companie feroviară care administrează 273 km de linii de tren din Catalonia, Spania. În afară de câteva linii de munte și regionale, FGC este responsabilă pentru trei din cele nouă linii al Metroului din Barcelona (L6, L7 și L8).